# Silvinichthys
Silvinichthys is een geslacht van straalvinnige vissen uit de familie van de parasitaire meervallen (Trichomycteridae).

## Soorten
- Silvinichthys bortayro Fernández & de Pinna, 2005
- Silvinichthys leoncitensis Fernández, Dominino, Brancolini & Baigún, 2011
- Silvinichthys mendozensis (Arratia, Chang G., Menu-Marque & Rojas M., 1978)